# Ormosia curvicornis
Ormosia curvicornis is een tweevleugelige uit de familie steltmuggen (Limoniidae). De soort komt voor in het Nearctisch gebied.